# Holangiokarcinom
Holángiokarcinóm ali rak žolčnih vodov je rak (praviloma adenokarcinom oziroma rak žleznega tkiva), ki vznikne iz celic epitelija žolčnih izvodil. Možni simptomi zajemajo bolečino v trebuhu, zlatenico, hujšanje, generaliziran srbež in vročino. Lahko se pojavita tudi svetlo obarvano blato in/ali temno obarvan seč. Gre za obliko raka žolčnega sistema, kamor spadata še rak žolčnika in rak  hepatopankreatične ampule.
Dejavniki tveganja za razvoj holangiokarcinoma so primarni sklerozirajoči holangitis (vrsta vnetne bolezni žolčnih izvodil), ulcerozni kolitis, ciroza jeter, hepatitis C, hepatitis B, okužba žolčevodov z zajedavci in nekatere prirojene jetrne nepravilnosti. Pri večini bolnikov ni prepoznanih dejavnikov tveganja. Na diagnozo holangiokarcinoma se posumi na osnovi kombinacije več preiskav, in sicer krvnih testov, slikovnih metod, endoskopije in včasih kirurške preiskave. Potrditev diagnoze temelji na mikroskopskem pregledu biopsijskega vzorca tumorja.
Za ozdravitev je pomembna zgodnja prepoznava bolezni, ko je še možna kirurška odstranitev rakavega tkiva v celoti. Radikalno operativno zdravljenje z negativnimi histološkim robovi je edino zdravljenje holangiokarcinomov, ki omogoča dolgoročno preživetje, vendar je ob diagnozi holangiokarcinom običajno že razširjen in neozdravljiv. V teh primerih preostane možnost paliativnega zdravljenja, ki lahko vključuje kirurško resekcijo, kemoterapijo, zdravljenje tarčnimi zdravili, imunoterapijo, obsevanje in vstavitev opornic v žolčne vode. Pri okoli tretjini bolnikov, pri katerih je holangiokarcinom omejen na skupni žolčevod, ter redkeje v primeru, da rak zajema druge strukture, je možno tumor v celoti kirurško odstraniti, kar predstavlja možnost ozdravitve. Četudi je kirurška odstranitev tumorja možna in uspešna, se praviloma priporoča se še zdravljenje s kemoterapijo in obsevanjem. V nekaterih primerih pride v poštev presaditev jeter. Tudi če je operativni poseg uspešen, je petletno preživetje ponavadi manj kot 50-odstotno.
V zahodnem svetu je holangiokarcinom redek in se po ocenah pojavi pri  0,5–2 posameznikih na 100.000 prebivalcev na leto. Pojavnost je večja v jugovzhodni Aziji, kjer so pogoste okužbe žolčnega sistema s paraziti. V predelih Tajske je pojavnost  60 primerov na 100.000 prebivalcev na leto. Ponavadi se pojavi pri posameznikih v osmem desetletju življenja; pri bolnikih s primarnim sklerozirajočim holangitisom pa že v petem desetletju življenja. Pojavnost znotrajjetrnega holangiokarcinoma se v zahodnem svetu povečuje.

## Znaki in simptomi
Simptomi raka žolčnih vodov so neznačilni in se pojavljajo tudi pri drugih boleznih jeter in žolčevodov. Običajno se simptomi pojavijo šele pri napredovali bolezni. Najpogostejši znaki in simptomi, ki kažejo na bolezen, so nenormalni izvidi testov jetrne funkcije, zlatenica (porumenelost kože in beločnic zaradi blokade žolčnih vodov), bolečina v trebuhu (30–50 %), generaliziran srbež (66 %), hujšanje (30–50 %), vročina (do 20 %) in spremenjena obarvanost blata ali seča. Do neke mere je lahko simptomatika tudi odvisna od lokacije tumorja; bolniki z zunajjetrnim hokangiokarcinomom (ki prizadene žolčne vode zunaj jeter) imajo večjo verjetnost za pojav zlatenice, medtem ko je pri znotrajjetrnem holangiokarcinomu bolj verjetna prisotnost bolečine brez spremljajoče zlatenice.
Krvni testi za ugotavljanje delovanja jeter pogosto pokažejo na obstrukcijo žolčnih vodov, s povišanimi vrednostmi bilirubina, alkalne fosfataze in γ-glutamiltransferaze ter relativno normalnimi vrednostmi transaminaz. To kaže, da je primarni vzrok zlatenice obstrukcija žolčnih vodov in ne vnetje ali okužba jetrnega parenhima.

## Dejavniki tveganja
Čeprav pri večini bolnikov ni prepoznanih nobenih obstoječih bolezni ali stanj, ki bi jim lahko priposali povečanje tveganja za razvoj holangiokarcinoma,, pa obstaja več dejavnikov tveganja, za katere je znano, da lahko prispevajo k razvoju bolezni. V zahodnem svetu je najpogostejši dejavnik tveganja primarni sklerozirajoči holangitis (PSC), vnetna bolezen žolčnih vodov, ki je povezana s prisotnostjo ulceroznega kolitisa. Epidemiologiške raziskave kažejo, da imajo bolniki s PSC 10- do 15-odstotno tveganje za razvoj holangiokarcinoma tekom življenja. V raziskavah, v katerih so preučevali avtopsijske vzorce bolnikov s PSC, so ugotovili celo večje tveganje, in sicer do 30-odstotno. Pri bolnikih z vnetno črevesno boleznijo, pri katerih je prisotna okrnjena funkcija popravljanja DNK, je progresija PSC v holangiokarcinom morda povezana s poškodbami DNK zaradi prisotnega vnetja in kopičenja žolčnih kislin.
Tveganje za nastanek holangiokarcinoma lahko povečajo tudi okužbe jeter z določenimi zajedavci. Ugotovili so, da lahko tveganje za holangiokarcinom poveča na primer okužba z jetrnima metljajema Opisthorchis viverrini (pojavlja se na Tajskem, v Laosu in Vietnamu) in Clonorchis sinensis (pojavlja se na Kitajskem, Tajvanu, v vzhodni Rusiji, Koreji in Vietnamu). V nekaterih državah so s programi osveščanja o ustrezni toplotni obdelavi hrane uspešno zmanjšali razširjenost teh okužb in s tem pojavnost holangiokarcinoma. Tudi bolniki z drugimi kroničnimi jetrnimi boleznimi, kot so hepatitis B, hepatitis C, alkoholna jetrna bolezen in jetrna ciroza zaradi drugih vzrokov, imajo povečano tveganje za pojav holangiokarcinoma.  V eni od raziskav so ugotovili, da je tudi okužba s hivom povezana s povečanim tveganjem za pojav holangiokarcinoma, vendar  raziskovalci niso uspeli ugotoviti, ali je tveganje povečano zaradi same okužbe s hivom ali zaradi drugih dejavnikov pri preučevani populaciji (na primer sookužbe s hepatitisom C).
Bakterijska okužba s Helicobacter bilis ali Helicobacter hepaticus lahko poveča tveganje za vznik raka žolčnega sistema.
Pri določenih prirojenih jetrnih boleznih, kot je Carolijeva bolezen (prirojene razširitve znotrajjetrnih žolčnih vodov z jetrno fibrozo), so prav tako ugotovili povečano tveganje za holangiokarcinom; pri Carolijevi bolezni je tveganje za pojav holangiokarcinoma tekom življenja okoli 15-odstotno. Redki dedni bolezni Lynchov sindrom II in biliarna papilomatoza sta prav tako povezani s povečanim tveganjem za holangiokarcinom. Za žolčne kamne ni jasnih podatkov, ki bi kazali na povečano tveganje, obstaja pa močna povezava med znotrajjetrnimi kamni (ki so v zahodnem svetu redki, pogosteje pa se pojavljajo v predelih Azije) in pojavnostjo holangiokarcinoma. Večjo pojavnost holangiokarcinoma so ugotovili pri ljudeh, ki so bili izpostavljeni torotrastu, obliki totijevega oksida, ki so ga uporabljali kot kontrastno sredstvo v radiologiji. Primeri holangiokarcinoma so se pojavljali tudi po  30–40 po izpostavljenosti torotrastu. Zaradi rakotvornosti so uporabo torotrasta v 50-ih prejšnjega stoletja v ZDA prepovedali.

## Patofiziologija
Holangiokarcinom lahko vznikne kjerkoli v žolčnih vodih, in sicer bodisi v predelu znotraj bodisi zunaj jeter. Če se rak pojavi v žolčnih vodih, ki se nahajajo znotraj jeter, govorimo o znotrajjetrnem (intrahepatičnem) holangikarcinomu, če pa rak vznikne v predelu zunaj jeter, pa o zunajjetrnem (ekstrahepatičnem) holangiokarcinomu. Rak v predelu žolčnih vodov, kjer izstopajo iz jeter, se imenuje perihilarni holangiokarcinom. Zunajjetrni holangiokarcinom v predelu stekališča levega in desnega jetrnega voda v skupni jetrni vod se imenuje Klatskinov tumor.
Čeprav v večini primerov celice holangiokarcinoma izražajo histološke in molekularne značilnosti adenokarcinoma epitelnih celic, ki obdajajo žolčna izvodila, pravi izvor rakavih celic ni pojasnjen. Novejši podatki nakazujejo, da začetne spremenjene celice, iz katerih se razvije primarni tumor, morda izvirajo iz pluripotentnih jetrnih matičnih celic. Razvoj holangiokarcinoma poteka po več stopnjah: od zgodnje hiperplazije in metaplazije, preko displazije do razvoja pravega raka; proces je podoben kot pri nastanku raka debelega črevesa. V tem procesu odigrajo pomembno vlogo kronično vnetje in obstrukcija žolčnih izvodil ter posledično moteno odtekanje žolča.

## Zdravljenje
Če ni možna popolna kirurška odstranitev vseh prisotnih tumorjev, velja holangiokarcinom za neozdravljivo bolezen z relativno hitrim napredovanjem do smrtnega izida. Primernost bolnikovega stanja za uspešno kirurško odstranitev raka se lahko v večini primerov oceni šele z operacijo, zato se pri večini bolnikov opravi eksploracijska operacija, razen če obstajajo že pred kirurškim posegom jasne indikacije, da je tumor neoperabilen. Leta 2008 so na Kliniki Mayo poročali o znatnih uspehih zdravljenja zgodnjega holangiokarcinoma s presaditvijo jeter, ob upoštevanju ustreznega protokola in strogih meril.
Pri nekaterih bolnikih, ki niso kandidati za kirurško odstranitev tumorja oziroma tumorjev, lahko pride v poštev dopolnilna (adjuvantna) kemoterapija, ki ji nato sledi presaditev jeter. Pri bolnikih z neoperabilnim znotrajjetrnim holangiokarcinomom lahko za ozdravitev ali kot paliativne oblike zdravljenja pridejo v poštev lokoregionalne terapije, kot so transarterijska kemoembolizacija (TACE), transarterijska radioembolizacija (TARE) in ablacijske terapije.
Ob postavitvi diagnoze ima večina bolnikov napredovalo obliko bolezni in so zato kandidati le za nekirurško zdravljenje.

### Dopolnilna kemoterapija in obsevanje
Pri bolnikih, pri katerih je bil tumor uspešno kirurško odstranjen, se lahko za zvečanje uspešnosti zdravljenja oziroma zmanjšanja tveganja za ponovitev bolezni nato uvede še dopolnilna kemoterapija ali obsevanje. Če so robovi izrezanega (eksciziranega) tkiva negativni, kar kaže na to, da je bil tumor povsem izrezan, koristi dopolnilne kemoterapije niso potrjene oziroma nekateri podatki kažejo, da takšno zdravljenje ne izboljša izidov. Zdravljenje bolnikov z negativnimi robovi tkiva z obsevanjem je v raziskavah pokazalo tako pozitivne kot negativne rezultate. 
Če so robovi eksciziranega tkiva pozitivni, kar kaže na nepopolno kirurško odstranitev tumorja, se glede na podatke, ki so na razpolago, priporoča dopolnilno zdravljenje z obsevanjem, v poštev pa pride tudi kemoterapija.

### Zdravljenje napredovale bolezni
V večini primerov je pri bolnikih bolezen ob diagnozi že napredovala in kirurška odstranitev tumorja ni možna. Pri bolnikih z napredovalim rakom žolčnih vodov, ki so v primerno dobrem siceršnjem zdravstvenem stanju, se priporoča sistemsko zdravljenje. Osnova sistemskega paliativnega zdravljenja napredovale bolezni ostaja kemoterapija (v Sloveniji zlasti na osnovi cisplatina in gemcitabina), v novejšem času pa se za povečanje učinkovitosti s kemoterapijo uporablja še imunoterapija. Če so v tumorskih celicah prisotne določene mutacije genov, se lahko uporabijo tudi novejša tarčna zdravila.
Kemoterapija je pri bolnikih z napredovalim neoperabilnim rakom žolčnih vodov v randomiziranem kliničnem preskušanju izkazala izboljšanje kakovosti življenja in podaljšanje preživetja. Uporabljajo se različni citostatiki oziroma njihove kombinacije, na primer 5-fluorouracil in levkovorin, gemcitabin kot samostojno zdravilo ali v kombinaciji s cisplatinom, irinotekan ali kapecitabin.
Za zdravljenje napredovalega raka žolčnih vodov se v kombinaciji s kemoterapijo v zadnjem času uporablja tudi imunoterapija, in sicer zdravilo durvalumab iz skupine zaviralcev imunskih nadzornih točk. Primerna je za bolnike, ki so v dovolj dobrem splošnem stanju.